# Адикаевка (железнодорожная станция)
Адикаевка — железнодорожная станция (населённый пункт) в Каменском районе Пензенской области России, относится к Головинщинскому сельсовету.
В 5 км к северо-востоку от населённого пункта находится одноимённое село Адикаевка.
Ближайшие остановки составы совершают на станциях Кевда и Варежка, так же Каменского района.

## Население
| 2010 |
| ---- |
| 19   |